# Mas Managrell
Mas Managrell és una obra de Massanes (Selva) inclosa a l'Inventari del Patrimoni Arquitectònic de Catalunya.

## Descripció
Edifici aïllat, situat al barri del Marquès. Consta de planta baixa i pis i teulada a dues vessants, amb teula àrab, amb ràfec triple a la teulada que dona a les façanes principal i posterior, i ràfec amb dentallons a les façanes dels laterals.
A la planta baixa hi ha dues portes, una a la part dreta i una a la part central. La de la part dreta és en arc de llinda i està tapada per unes reixes de ferro. La central, és en arc de mig punt amb llinda de maó, i s'hi accedeix a través d'uns esgraons. A l'esquerra hi ha una finestra quadrangular que per les marques que hi ha a la façana, podem deduir que abans era més allargada, a més anteriorment tenia la llinda i els brancals de pedra. Al pis hi ha tres finestres en arc pla amb llinda, brancals i ampit de pedra.
Cal destacar que a la façana posterior hi ha tres contraforts molt potents que ajuden a repartir el pes dels murs. En aquesta part a més hi ha un conjunt de set obertures quadrangulars, quatre de les quals tenen llinda, brancals i ampit de pedra.
Entre la finestra central i dreta del pis superior hi ha un rellotge solar.
La façana és fruit d'un treball en maçoneria i ha estat arrebossada toscament en algunes zones. A les cantonades hi ha cadenes formades per pedra monolítica.